# Robert Stark
Pour les articles homonymes, voir Stark.
Robert Stark (né le 19 septembre 1847 à Klingenthal (Royaume de Saxe) , décédé le 29 octobre 1922) est un clarinettiste, compositeur et professeur de musique allemand.

## Biographie
Né à Kligenthal, dans une famille de fabricants d'instruments de musique, il a été initié à la clarinette et à d'autres instruments à vent dès son plus jeune âge, et est devenu un interprète précoce. Il a été engagé dans l'armée saxonne à l'âge de 13 ans pour être un "joueur de signaux". 
Il est admis au conservatoire de Dresde quelques années plus tard. 
À 24 ans, il devient membre de l'orchestre de Chemnitz et, après deux ans, il devient clarinettiste solo à Wiesbaden (proche collaborateur de Joachim Raff). Après 8 ans, il s'installe à Würzburg, où il met un terme à sa carrière d'interprète pour se consacrer à la composition et à l'enseignement à la Wüzburger Musikschule (école royale de musique de Würzburg) et fonde la Hohe Schule des Klarinettenspiels, où il reste jusqu'à sa retraite en 1919. 
Il décède trois ans plus tard, 40 jours après son 75e anniversaire. 
Parmi ses compositions figurent trois concertos pour clarinette, des œuvres de musique de chambre pour instruments à vent et de nombreuses études techniques pour clarinette.

## Œuvres (sélection)
- Romanze pour clarinette (B), Op. 1, m. Pfte. (Heilbronn : Schmidt, 1896).
- Concerto pour clarinette no 1 en mi bémol, Op.4. (publié en 1901).
- Concerto pour clarinette et orchestre no 2 en fa majeur, op. 13, (publié en 1900).
- Lyrische Stücke, Op.19, pour violon et piano. (Schmidt, 1905).
- Ballade, Op.20, f. Pos. m. Pfte/Orch. (Hamburg : Leichssenring, 1878).
- Serenade (C), Op.23, pour  hautbois et quatuor à cordes (od. Pfte). (Hamburg : Leichssenring, 1879).
- Kunst des Transposition, Op.28, 29. (Bremen : Fischer)
- Historiette, Op.30. m. Benutzung des französ. Volksliedes: Le Réveil du Peuple de Pierre Gaveaux, u.
- Solo-stück, Op. 31., aus Stark’s „französ. Volkslieder“, f. Posaune m. Orch. (Dresden : Seeling, 1879) .
- Abends, Op.37, v/Kl p (Wurzbug : Banger)
- Arpeggio Studies pour clarinette, op.39, (Hamburg : Leichssenring, 1884) .
- Die Schwierigkeiten des Clarinettspiels in den Tonarten C dur, Op.40. u. Am. m. Berücksichtigung des Legato- u. Staccato-Studiums. Dresden, Seeling.1891.
- Canzone en ré mineur pour clarinette et cordes, Op.41. (Bremen : Fischer, 1894).
- Quintette à vent, Op.44.
- Tägliche Stakkato-Übungen pour clarinette, Op.46.
- Intervalle-studien, Op.48.
- Grande école théorique et pratique de clarinette. Du début élémentaire à la formation artistique, avec des instructions pour l'apprentissage du cor de basset et de la clarinette basse, avec texte allemand et anglais. en 2 parties., op. 49, (Heilbronn, Schmidt. 1892)[1]. 
  - Valse-Caprice, extrait de Great theoritical and practical method for the clarinet, op. 49
- Concerto pour clarinette no 3 en ré mineur, op. 50, (Heilbronn: Schmidt, 1895) .
- 24 studi di virtuosismo pour clarinette, op. 51. (1892)
- Praktische Stakkato-Schule für Klarinette in 3 Teile, Op.53. (Bremen : Fischer, 1909).
- Serenade pour 2 clarinettes en mi bémol et 2 bassons, Op.55.
- Canzone, Op.56.

Pièces sans numéro d'opus
- Sonate (Gm.) pour 2 clarinettes et cor de basset (ou hautbois), (Heilbronn : Schmidt, 1897)
- Etüden in allen Tonarten zur künstlerischen Ausbildung. (Aus der Schule.)
- Intervallübungen m. verbindenden Tonfolgen f. Anfänger. sowie Uebung schwerer Bindungen. (Aus der Schule.)
- Sonate pour 2 clarinettes (Aus der Schule.)
- Tägliche Studien. Tonleitern, Arpeggien, Studien u. Intervallübungen., (Aus der Schule.)
- Technische Studien. 16 Etüden. (Aus der Schule, 1892).